# راشيا
راشيا هي إحدى القرى اللبنانية من قرى قضاء راشيا في محافظة البقاع. تبعد بلدة راشـيا الوادي مسـافة 50 كلم عن زحلة وعن بيروت 85 كلم. يبلغ عدد سكانها المقيمين زهاء 8,500 نسمة ويرقى إنشاء بلديتها إلى العام 1860. استوطنها الرومان والصليبيين وكانت معقلا للشهابيين من التيم من بنو الحجر. وتشتهر بقلعتها التي سجن فيها آباء استقلال لبنان. يبلغ عدد سكان راشيا حوالي 6,000 إلى 8,500 نسمة معظمهم من الدروز إلى جانب أقلية مسيحيَّة.

## التسمية

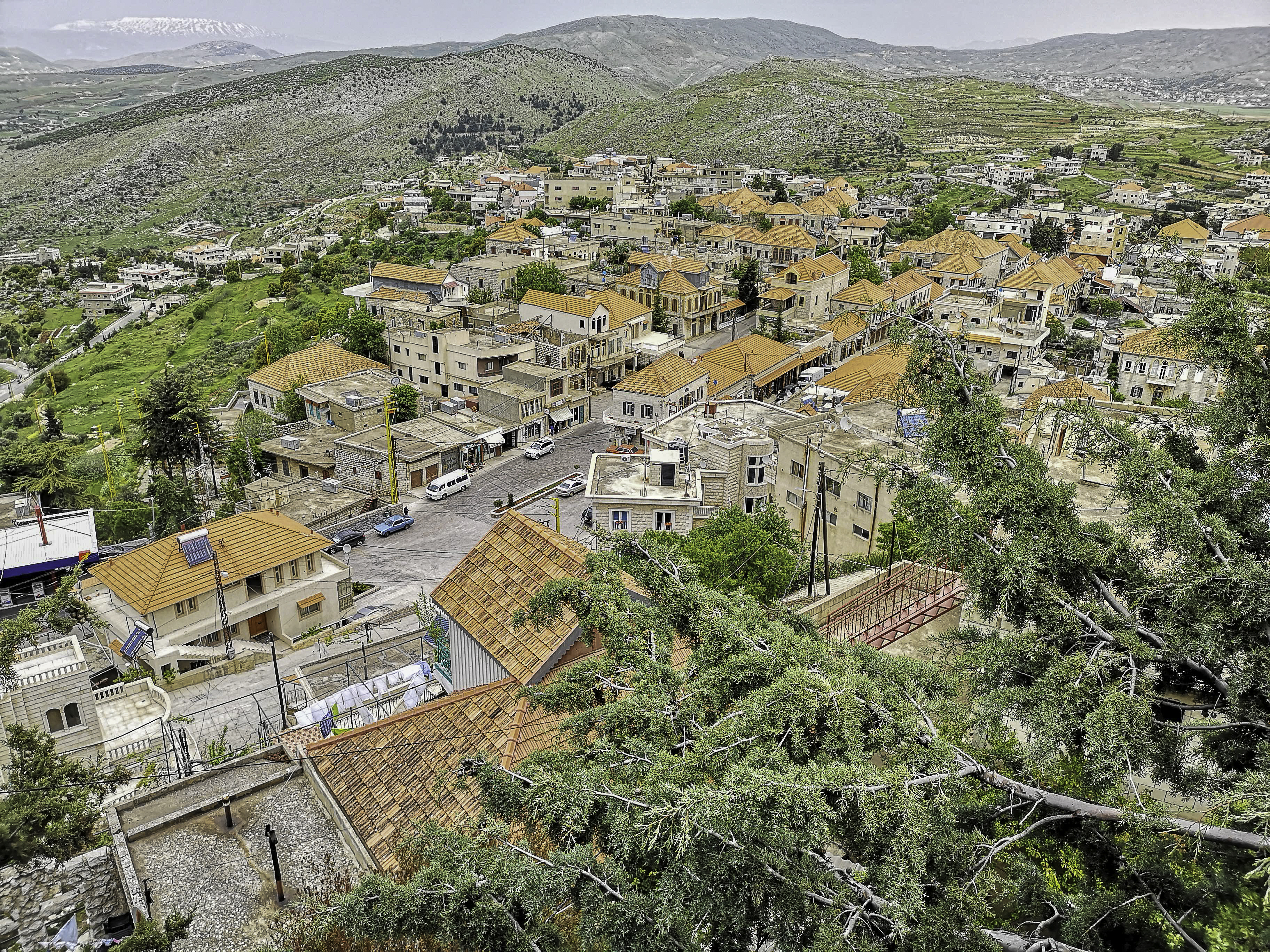
منظر عام لمدينة راشيّا.

تعني لفظة راشيا في السريانية «القمة» وسميت راشيا بهذا الاسم توافقا ً مع موقعها الجغرافي المنحدر فوق هضبة عالية. ودعيت براشيا الوادي نسبة إلى وادي التيم وتمييزا ً لها عن جارتها الجنوبية راشيا الفخار. ويحتمل ان يكون الاسم لفظة آرامية مركبة من مقطعين «راش - أيا» ويعني «رأس أيا»، وايا هو اله المطر والعواصف عند البابليين وللتسمية هذه علاقة اكيدة بتاريخ حرمون.

## تاريخها
كانت راشيا محطة استوطنها الرومان ومن بعدهم الصليبيون ولهم البرج الصليبي في قلعة راشيا وما تلاهم من تعاقب لحكام وممالك ابرزهم على الإطلاق حكم الأمراء الشهابيين لمنطقة وادي التيم الذين استقروا فيه منذ سنة 1183 م تقريبا وكان معقلا لحكمهم في العهدين الصليبي والمملوكي. والأمير بشير الشهابي الأول هو من راشيا.
وقد اكتسبت منطقة وادي التيم اهمية أيضا في عهد [الأمير فخر الدين الثاني] وأصبحت معقلا من معاقله. وفي عهد الأمير بشير الثاني، وبعد دخول الجيش المصري إلى لبـنان قاومت منطقة وادي التيم الجيش المصري وكبدته خسائر فادحة.
أما خلال عهد القائمقاميتين والمتصرفية فقد أصبحت المنطقة في غالبيتها خارج حدود الجبل وأتبعت إلى ولاية الشآم ثم اعيدت اليه بعد سنة 1920 ابان الانتداب الفرنسي وما اعقبه من اندلاع الثورة السورية الكبرى سنة 1925 وصولا إلى حقبة الاستقلال.

## معالمها
- تشتهر راشيا الوادي بقلعتها التاريخية التي عرفت باسم «قلعة الاستقلال» ويعود بناء القلعة إلى القرن الحادي عشر.
- أبنية وآثار شهابية تعود إلى العام 1370 م.
- سوق راشيا ألأثري ويقع وسط البلدة محاطا بقرابة 36 بناء قديما، وارضه مرصوصة بالحجارة بشكل هندسي متقن وطوله مئتين وخمسين مترا، ويعود تاريخه إلى القرن السابع عشر.
- أقدم الكنائس في راشيا هي كنيسة القديس «مارموسى الحبشي» لطائفة السريان الكاثوليك، وتمتاز هذه الكنيسة بالفن المعماري الذي استخدم الطريقة القوطية أي حجارة العقد في بنائها حيث اتت على شكل سفينة، وهي نسخة طبق الأصل من حيث الشكل والمخطط عن كنيسة قلعة جندل التاريخية في سوريا. وتحتفظ الكنيسة بأيقونة شفيعها القديس مار موسى الحبشي النادرة الوجود، والتي يعود تاريخها إلى أكثر من خمسماية سنة.

## طالع
- تل زيتون

## مواقع خارجية
- راشيـا الــوادي - قـلـعـة الـوفـاء